# Persquen
Persquen är en kommun i departementet Morbihan i regionen Bretagne i nordvästra Frankrike. Kommunen ligger i kantonen Guémené-sur-Scorff som tillhör arrondissementet Pontivy. År 2022 hade Persquen 358 invånare.

## Befolkningsutveckling
Antalet invånare i kommunen Persquen
| Referens: INSEE |